# Zwischenwasser
Zwischenwasser é um município da Áustria, situado no distrito de Feldkirch, no estado de Vorarlberg. Tem 22,61 km² de área e sua população em 2019 foi estimada em 3.256 habitantes.